# Native Girls Code
Native Girls Code (NGC) és un programa amb seu a Seattle que se centra a proporcionar habilitats de codificació informàtica basades en el coneixement tradicional indígena per a noies americanes natives de 12 a 18 anys través de tallers, assessorament, ensenyament i modelització de rols. Està organitzat per l’organització sense ànim de lucre Na’ah Illahee Fund (Mare terra en llengües Chinook), en col·laboració amb la Digital Youth Lab de la University of Washington Information School i el Washington NASA Space Consortium, com a forma de donar suport i perpetuar el coneixement tradicional, desenvolupar el lideratge de les dones i fomentar la participació dels estudiants nadius americans en camps STEM.
El programa es va dissenyar específicament per donar a les nenes de tribus indígenes de tots els Estats Units un lloc on desenvolupar una base sòlida en la cultura autòctona, la ciència autòctona i construir les habilitats necessàries per utilitzar les modernes tecnologies informàtiques, cosa que va donar lloc a la creació de llocs web, jocs en línia i mons virtuals. Els líders esperen que Native Girls Code enriqueixi tant les nenes com les seves comunitats.

## Premis i subvencions
El 2016, NGC va rebre una subvenció a través del Technology Matching Fund de la ciutat de Seattle, destinada a augmentar l'equitat digital entre les ciutadanes de Seattle poc representades. Google ha estat el principal finançador del programa i Facebook ha donat ordinadors portàtils i equips de filmació a NGC.